# Championnat de Biélorussie de football 2007
Navigation
Saison précédente Saison suivante
La saison 2007 du Championnat de Biélorussie de football était la 17e édition de la première division biélorusse. Elle regroupe les quatorze meilleurs clubs biélorusses au sein d'une poule unique qui s'affrontent en matchs aller et retour. En fin de saison, afin de permettre le passage du championnat de 14 à 16 clubs, le dernier du classement est relégué en D2 et remplacés par les trois meilleurs clubs de First League.
Le BATE Borisov conserve son titre de champion en terminant en tête du championnat, avec 12 points d'avance sur le duo FK Gomel-Shakhtyor Soligorsk. C'est le 4e titre de champion de l'histoire du club, qui manque le doublé en s'inclinant en finale de la Coupe de Biélorussie face au FK Dynamo Brest.

## Les 14 clubs participants
| - FK Dynamo Minsk - MTZ-RIPA Minsk - FK Dynamo Brest - Torpedo Jodzina - FK Neman Grodno - FK Minsk - Promu de First League - FK Dnepr Moguilev | - Naftan Novopolotsk - FK Vitebsk - Shakhtyor Soligorsk - BATE Borisov - FK Smorgon - Promu de First League - FK Gomel - Daryda Minsk Rayon |

## Compétition
Le barème de points servant à établir le classement se décompose ainsi :
- Victoire : 3 points
- Match nul : 1 point
- Défaite : 0 point

### Classement
| Rang | Équipe              | Pts | J  | G  | N  | P  | Bp | Bc | Diff |
| ---- | ------------------- | --- | -- | -- | -- | -- | -- | -- | ---- |
| 1    | BATE Borisov T      | 56  | 26 | 18 | 2  | 6  | 50 | 25 | +25  |
| 2    | FK Gomel            | 44  | 26 | 12 | 8  | 6  | 49 | 28 | +21  |
| 3    | Shakhtyor Soligorsk | 44  | 26 | 12 | 8  | 6  | 41 | 27 | +14  |
| 4    | Torpedo Jodzina     | 43  | 26 | 11 | 10 | 5  | 28 | 21 | +7   |
| 5    | MTZ-RIPO Minsk      | 42  | 26 | 11 | 9  | 6  | 32 | 25 | +7   |
| 6    | Neman Grodno        | 36  | 26 | 9  | 9  | 8  | 23 | 22 | +1   |
| 7    | Naftan Novopolotsk  | 36  | 26 | 9  | 9  | 8  | 28 | 30 | -2   |
| 8    | FK Vitebsk          | 35  | 26 | 9  | 8  | 9  | 25 | 28 | -3   |
| 9    | FK Dynamo Minsk     | 35  | 26 | 8  | 11 | 7  | 27 | 28 | -1   |
| 10   | FK Smorgon P        | 26  | 26 | 6  | 8  | 12 | 15 | 29 | -14  |
| 11   | Daryda Minsk Rayon  | 25  | 26 | 7  | 4  | 15 | 27 | 46 | -19  |
| 12   | FK Dynamo Brest C   | 25  | 26 | 6  | 7  | 13 | 23 | 31 | -8   |
| 13   | FK Dnepr Moguilev   | 23  | 26 | 5  | 8  | 13 | 21 | 33 | -12  |
| 14   | FK Minsk P          | 21  | 26 | 4  | 9  | 13 | 18 | 34 | -16  |

|  | Qualification pour la Ligue des champions 2008-2009 |
|  | Qualification pour la Coupe UEFA 2007-2008          |
|  | Qualification pour la Coupe UEFA 2008-2009          |
|  | Qualification pour la Coupe Intertoto 2008          |
|  | Relégation en deuxième division                     |

## Bilan de la saison
| Championnat de Biélorussie de football 2007 |                         |
| Champion                                    | BATE Borisov (3e titre) |
| Coupes et trophées                          |                         |
| Vainqueur de la Coupe de Biélorussie 2007   | FK Dynamo Brest         |
| Qualifications continentales                |                         |
| Ligue des champions 2008-2009               | BATE Borisov            |
| Coupe UEFA 2007-2008                        | FK Dynamo Brest         |
| Coupe UEFA 2008-2009                        | FK Gomel                |
| Coupe Intertoto 2008                        | Shakhtyor Soligorsk     |
| Promotions et relégations                   |                         |
| Promus en Premier League                    | FK Savit Moguilev       |
| Promus en Premier League                    | Lokomotiv Minsk         |
| Promus en Premier League                    | Granit Mikachevitchy    |
| Relégués en First League                    | FK Minsk                |